# Artur Taimàzov
Artur Taimàzov (en osseta: Артур Борисович Таймазов) (Vladikavkaz, Unió Soviètica, 1979) és un lluitador uzbek, guanyador de quatre medalles olímpiques. En l'actualitat és membre de la Duma Estatal.

## Biografia
Va néixer el 20 de juliol de 1979 a la ciutat de Vladikavkaz, població situada a la república d'Ossètia del Nord, que en aquells moments formava part de Rússia i que avui en dia forma part de Rússia. A la dissolució de la Unió Soviètica adquirí la nacionalitat uzbeka.
És germà del també lluitador i medallista olímpic Tymur Taimazov.

## Carrera esportiva
Va participar, als 21 anys, en els Jocs Olímpics d'Estiu de 2000 realitzats a Sydney (Austràlia), on va aconseguir guanyar la medalla de plata en la prova de pes superpesant (-130 kg.) en la modalitat de lluita lliure. En els Jocs Olímpics d'Estiu de 2004 realitzats a Atenes (Grècia) aconseguí guanyar la medalla d'or en aquesta mateixa prova, un metall que repetí en els Jocs Olímpics d'Estiu de 2008 realitzats a Pequín (República Popular de la Xina) i en els Jocs Olímpics d'Estiu de 2012 celebrats a Londres (Regne Unit). Posteriorment, el COI va retirar les dues últimes medalles per dopatge.
Al llarg de la seva carrera ha guanyat cinc medalles en el Campionat del Món de lluita, entre elles dues medalles d'or; tres medalles en el Jocs Asiàtics, totes elles d'or; i dues medalles d'or en el Campionat d'Àsia.